# بوب بورنس (سياسي أمريكي)
بوب بورنس (بالإنجليزية: Bob Burns)‏ هو سياسي أمريكي، ولد في 16 يونيو 1948 في سانت لويس في الولايات المتحدة. حزبياً، نشط في الحزب الديمقراطي. وقد انتخب عضو مجلس نواب ولاية ميسوري.

## وصلات خارجية
- الموقع الرسمي